# Nya Zeelands provinser

Nya Zeelands provinskarta ritas om, 1841 - 1876.

Nya Zeelands provinser existerade åren 1841-1876, och var en regional indelning.  De ersattes av grevskap, vilka senare blev territoriella myndigheter.

## 1841 - 1853
Då Nya Zeeland skildes från New South Wales 1841, skapades tre provinser:
- New Ulster (Nordön north om Pateafloden)
- New Munster (Nordön söder om Pateafloden, plus Sydön)
- New Leinster (Stewartön/Rakiura)

1846 kom Nya Zeelands första konstitution, som nästan helt övergavs efter råd från guvernör George Grey. De nya provinserna:
- New Ulster (Hela Nordön)
- New Munster (Sydön och Stewartön/Rakiura)

För första gången skildes nu provinserna från centralregeringen.

## 1853 - 1876

### Lista
| Provins                                    | Skapad          | Skapades ur | Upplösningsdatum | Upplösningsskäl         |
| ------------------------------------------ | --------------- | ----------- | ---------------- | ----------------------- |
| Auckland                                   | 17 januari 1853 | New Ulster  | 1 november 1876  | Provinserna avskaffades |
| New Plymouth Bytte namn 1 januari 1859     | 17 januari 1853 | New Ulster  | 1 november 1876  | Provinserna avskaffades |
| Hawke's Bay                                | 1 november 1858 | Wellington  | 1 november 1876  | Provinserna avskaffades |
| Wellington                                 | 17 januari 1853 | New Ulster  | 1 november 1876  | Provinserna avskaffades |
| Nelson                                     | 17 januari 1853 | New Munster | 1 november 1876  | Provinserna avskaffades |
| Marlborough                                | 1 november 1859 | Nelson      | 1 november 1876  | Provinserna avskaffades |
| Westland Eget grevskap från 1 januari 1868 | 1 december 1873 | Canterbury  | 1 november 1876  | Provinserna avskaffades |
| Canterbury                                 | 17 januari 1853 | New Munster | 1 november 1876  | Provinserna avskaffades |
| Otago                                      | 17 januari 1853 | New Munster | 1 november 1876  | Provinserna avskaffades |
| Southland                                  | 25 mars 1861    | Otago       | 5 oktober 1870   | Återförening med Otago  |